# آلما (رود)
آلما (به لاتین: Almaș) یک رود در رومانی است که در شهرستان سلاژ واقع شده‌است.